# Удо Баєр
Удо Баєр  (нім. Udo Beyer, 9 серпня 1955) — німецький легкоатлет, олімпійський чемпіон.

## Виступи на Олімпіадах
| Олімпіада      | Дисципліна     | Місце             |
| -------------- | -------------- | ----------------- |
| Монреаль 1976  | штовхання ядра | 1                 |
| Москва 1980    | штовхання ядра | 3                 |
| Сеул 1988      | штовхання ядра | 4                 |
| Барселона 1992 | штовхання ядра | 19 (кваліфікація) |